# Betula maximowicziana
El abedul de Maximowicz (Betula maximowicziana) es un árbol de fronda de hasta 30 m de alto, de la familia de las betuláceas.

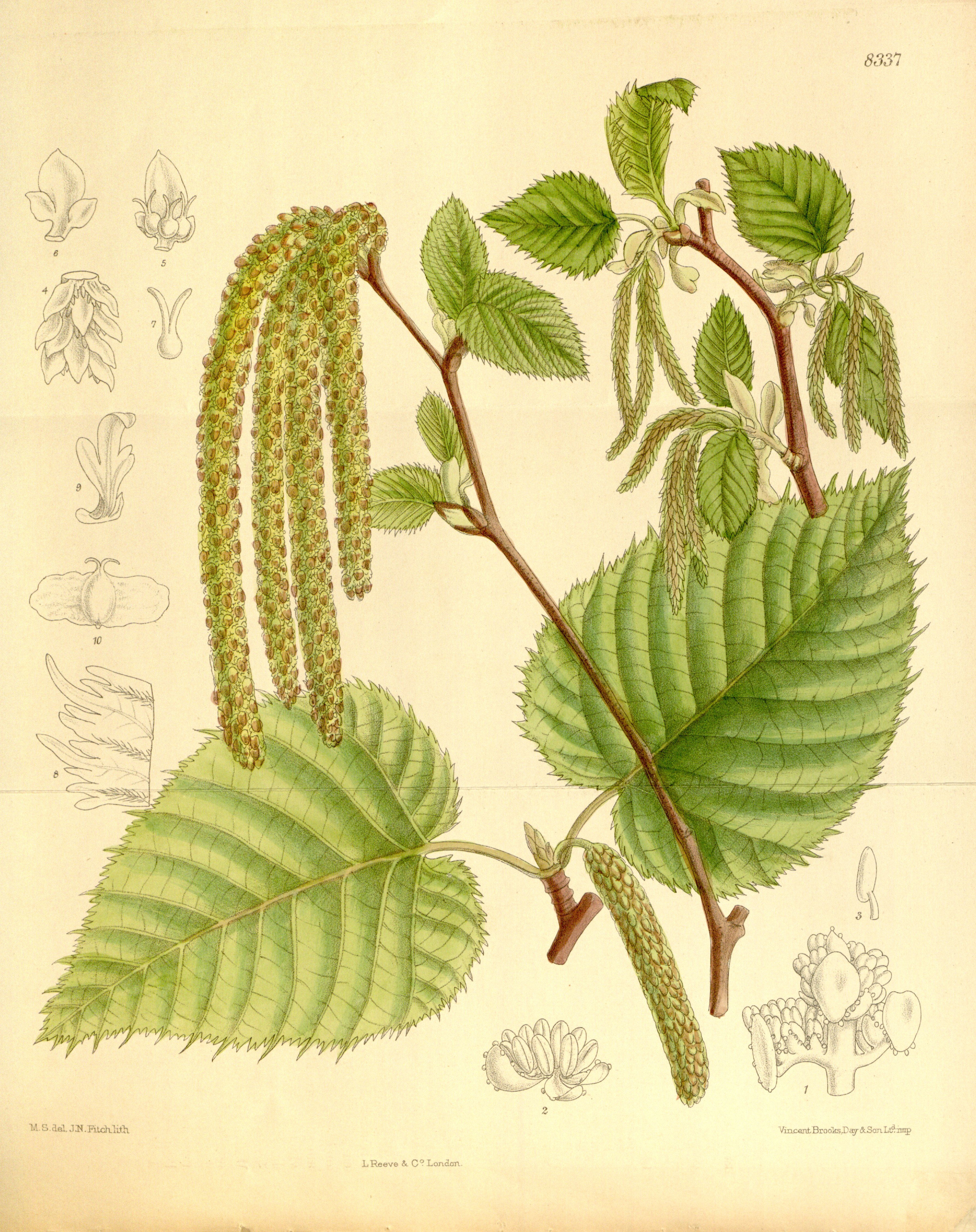
Ilustración

## Descripción
La corteza es de color pardo oscuro cuando el árbol es joven, en la madurez es blanca y acaba siendo de color gris o gris anaranjado. Las hojas del Betula maximowicziana son alternas, de forma aovada o acorazonada, de 8 a 15 cm de largo y de 5 a 10 cm de ancho, con borde aserrado o dentado. En el otoño tiene color amarillo oro. 

## Distribución
Es un árbol originario de Japón que en Europa se encuentra en parques y jardines. Resiste en el invierno.

## Taxonomía
Betula maximowicziana fue descrita por Eduard August von Regel y publicado en Prodromus Systematis Naturalis Regni Vegetabilis 16(2): 180. 1868.
Etimología
Betula: nombre genérico que dieron los griegos al abedul.
maximowicziana: epíteto otorgado en honor del botánico Carl Johann Maximowicz.
Sinonimia
- Betula candelae Koidz.
- Betula maximowiczii Regel[2]